# オレグ・コロリョフ
オレグ・ペトロヴィチ・コロリョフ（ロシア語: Олег Петрович Королёв、ラテン文字表記の例：Oleg Petrovich Korolev、1952年2月23日 - ）は、ソビエト連邦およびロシアのソ連共産党官僚（アパラチキ）、政治家、林政官。1998年から2018年までリペツク州行政長官（知事に相当）を務めた。
リペツク州出身。林業大学通信課程、ロストフ高級党学校を修了。1973年リペツク州ドルコルーコヴォ地区森林管理官となり、その後、ドルゴルーコヴォ地区党委副議長、書記を歴任し、同時にサラトフ大学通信課程を修了。1978年から1984年までコルホーズ（集団農場）「パミャーチ・イリイチャ」に勤務。1985年ドルゴールコヴォ地区党第二書記。1987年ドブリンカ（ドブリンスキー）地区党第一書記。1989年レーニン・スタジアム（現在のルジニキ・スタジアム）で開催された「民主同盟」に参加。党の職責を辞し「リペツク開発」総支配人となる。
1990年リペツク州人民代議員に当選、議会内では農業委員会に所属する。1991年ソ連8月クーデターを受けてソ連共産党を離党した。以後、2003年まで無所属。1992年5月、リペツク州議会議長に選出され、1998年に行政長官に就任するまでその地位にあった。1993年11月新設されたロシア連邦議会上院連邦会議代議員に選出される。上院では予算・財政委員会と農業政策委員会に所属した。1996年1月、上院議員に再選。エゴール・ストローエフ上院議長の下で副議長を勤めた。1997年ロシア政界における「マン・オブ・ザ・イヤー」に選ばれる。
1998年4月12日、リペツク州行政長官（知事）選挙で79.38パーセントを獲得、現職のミハイル・ナローリンを下して当選した。2002年4月14日再選。2018年10月2日に行政長官を退任した。